# Ogoas albipuncta
Ogoas albipuncta är en fjärilsart som beskrevs av Druce 1890. Ogoas albipuncta ingår i släktet Ogoas och familjen nattflyn. Inga underarter finns listade i Catalogue of Life.